# Spring Glen (Utah)
Spring Glen es un lugar designado por el censo situado en el condado de Carbon, Utah  (Estados Unidos). Según el censo de 2010 tenía una población de 1.126 habitantes.

## Demografía
Según el censo de 2010, Spring Glen tenía una población en la que el 95,6% eran blancos, 0,2% afroamericanos, 0,4% amerindios, 1,1% asiáticos, 0,2% isleños del Pacífico, el 1,3% de otras razas, y el 1,3% pertenecían a dos o más razas. Del total de la población el 7,2% eran hispanos o latinos de cualquier raza.